# Sparkasse am Anger (Erfurt)

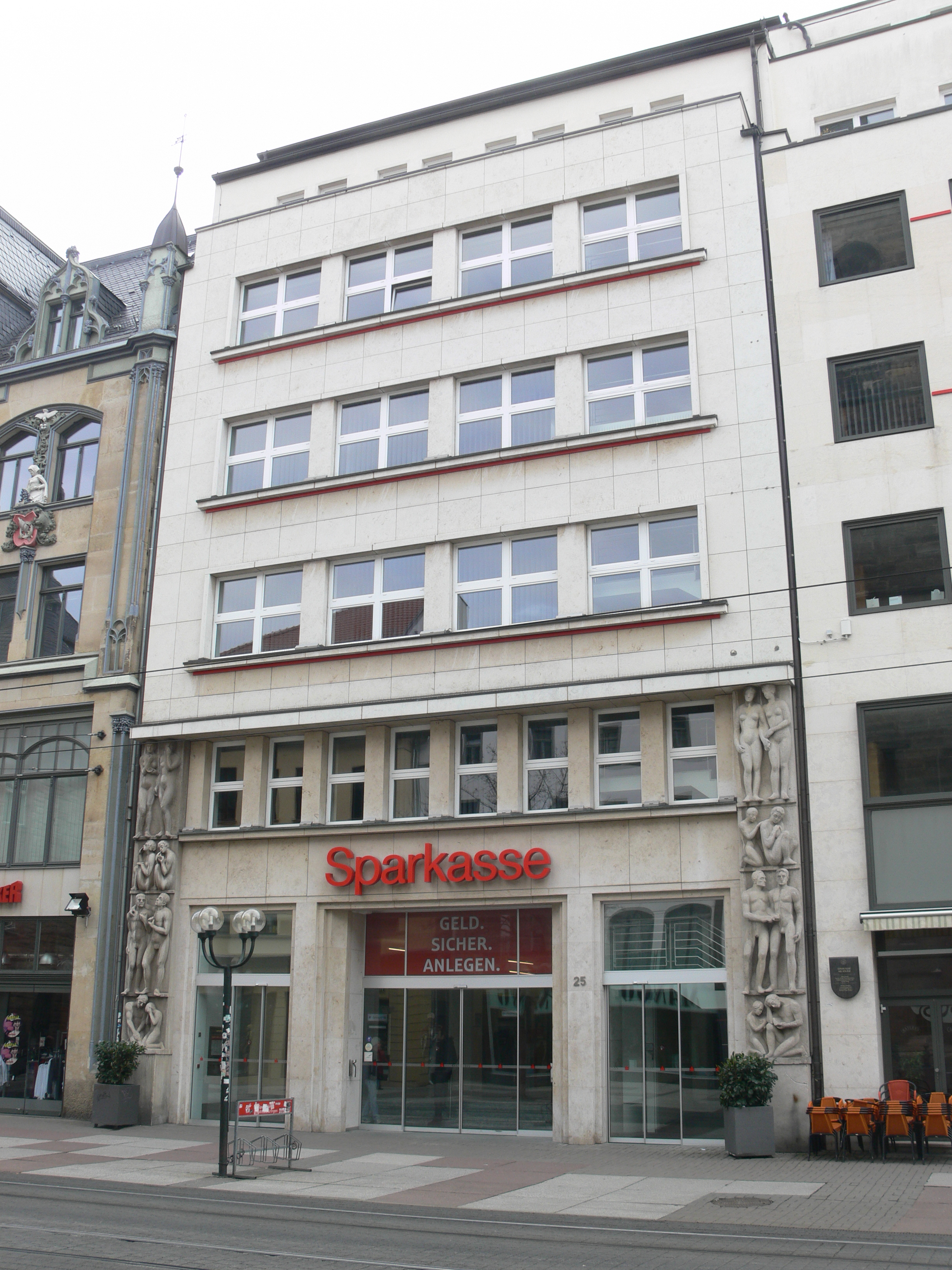
Gebäude Anger 25 (2009)

Die Sparkasse am Anger in Erfurt, Anger 25, wurde 1928–1929 im Stil der Neuen Sachlichkeit nach Entwurf der Architekten und kommunalen Baubeamten Ludwig Boegl und Johannes Klaß errichtet. Den figürlichen Fassadenschmuck schuf der Erfurter Bildhauer Hans Walther. Während die Fassade heute unter Denkmalschutz steht, wurde das innere des Gebäudes bereits mehrfach umgebaut.

## Baugeschichte
Vorgängerbau auf diesem Grundstück war das „Haus zum Rehbock“ aus der Renaissance-Zeit. Die Stadt Erfurt erbaute 1928–1929 an seiner Stelle ein modernes Büro- und Geschäftshaus, das größtenteils langfristig an die 1928 als Körperschaft öffentlichen Rechts gegründete Mitteldeutsche Landesbank vermietet wurde, die als Landesbank und Girozentrale für die preußische Provinz Sachsen, das Land Thüringen und den Freistaat Anhalt diente. Außer ihrem eigentlichen Sitz in Magdeburg unterhielt die Mitteldeutsche Landesbank Filialen in Merseburg, Erfurt, Halle (Saale), Nordhausen und Weimar.

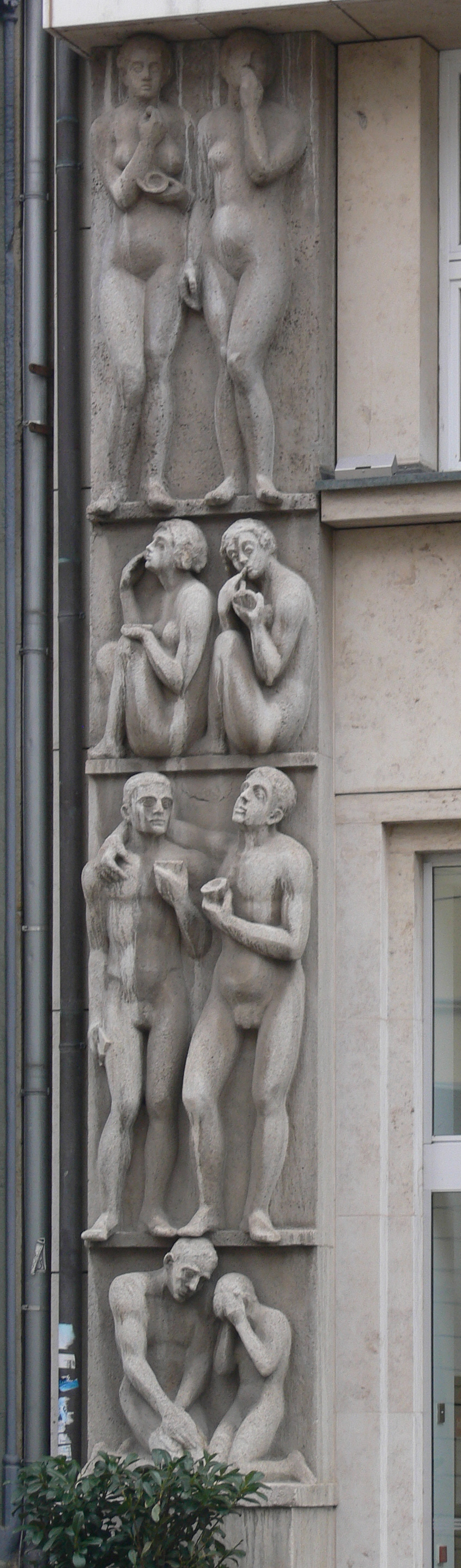
Linkes Relief (Verschwendung)

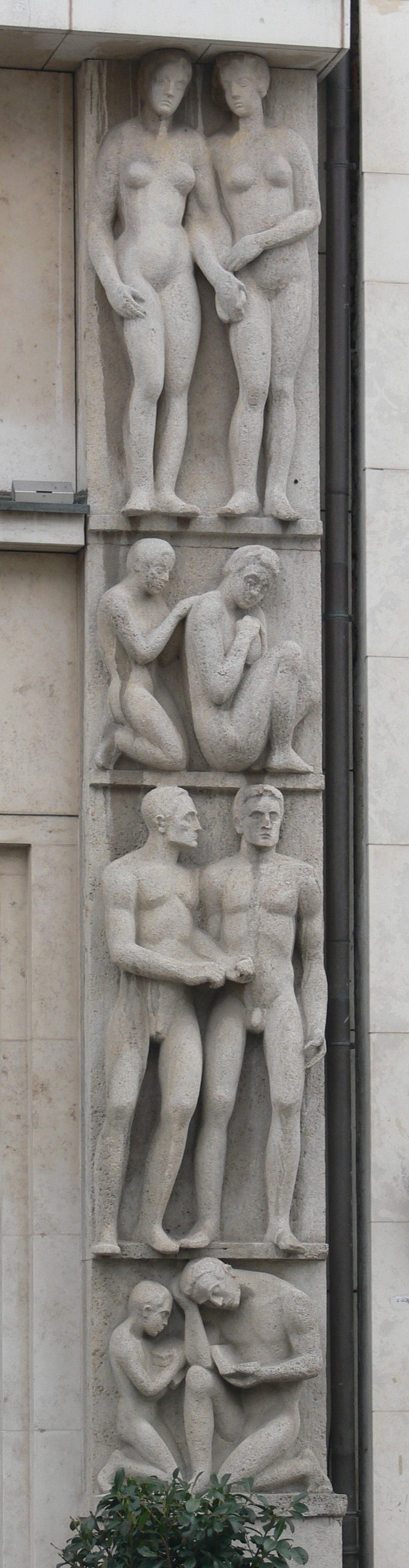
Rechtes Relief (Sparsamkeit)

Der Entwurf stammte von Stadtoberbaurat Ludwig Boegl und Magistratsoberbaurat Johannes Klaß. Der Erfurter Architekt Johannes Saal übernahm die gesamte Innengestaltung und hatte gemeinsam mit den beiden anderen Architekten auch die Bauleitung inne. Die Durchführung oblag dem Städtischen Hochbauamt.
Im Stil der Neuen Sachlichkeit wurde ein Eisenbeton-Skelettbau mit Muschelkalk-Verkleidung errichtet. Im Erdgeschoss und im 1. Obergeschoss wird die Fassade zusammengefasst durch den dunkleren Farbton der Verkleidung und die flankierenden, geschossübergreifenden Hochreliefs des Erfurter Bildhauers Hans Walther; die jeweils vier fast lebensgroßen und unbekleideten Figuren-Paare sollen auf der linken Seite die leichtsinnige Verschwendung des Geldes und die daraus folgende Not, auf der rechten Seite die vernünftige Verwendung des Geldes (Sparsamkeit) und den daraus resultierenden Wohlstand versinnbildlichen. Auf dem Brüstungsband des ersten Obergeschosses war in Großbuchstaben der Schriftzug MITTELDEUTSCHE LANDESBANK angebracht, der die ganze Breite der Fassade zwischen den Reliefs einnahm. Das Erdgeschoss enthielt die moderne Schalterhalle, das erste Obergeschoss ein repräsentatives Sitzungszimmer mit „bürgerlicher Möblierung“.
Über einem kräftigen Gesims schließt sich die hellere Fassade vom 2. bis 5. Obergeschoss an, die auch eine andere Fensteranordnung aufweist. Die Büroflächen im 2. und 3. Obergeschoss waren ebenfalls an die Bank vermietet, im 4. Obergeschoss war die Praxis des Arztes Karl August Leopolder, das zurückgestaffelte 5. Obergeschoss enthielt eine Hausmeisterwohnung. Wenige Jahre später war das 3. Obergeschoss an die Industrie- und Handelskammer Erfurt vermietet.
Der Name „Haus zum Rehbock“ wurde vom Vorgängerbau übernommen und von Johannes Saal durch einen Tierkopf in Messing-Treibarbeit neben dem Seiteneingang verkörpert (nicht erhalten).
Die Mitteldeutsche Landesbank wurde auf SMAD-Befehl vom 23. Juli 1945 aufgelöst.
1968 erfolgte ein sechsmonatiger Umbau des Gebäudes, unter anderem wurde in der Schalterhalle eine Zwischendecke eingezogen. Nach der Wende wurde von 1994 (Grundsteinlegung) bis 1996 unter Erhaltung der denkmalgeschützten Straßenfassade das Innere des Hauses völlig umgestaltet. Die Schalterhalle erhielt ein verglastes Dach und wurde auf 700 m² erweitert. Die Filialdirektion der Sparkasse Mittelthüringen stattete ihre Geschäfts- und Büroräume mit originalen Werken thüringischer Künstler aus, die erworben wurden oder Dauerleihgaben sind.